# Dermatite seborroica
La dermatite seborroica (chiamata anche eczema seborroico) è una dermatite ad andamento cronico-recidivante che colpisce zone ricche di ghiandole sebacee come il cuoio capelluto, il viso, il condotto uditivo, il torace e l'area ano-genitale.

## Storia
L'associazione tra dermatite seborroica e infezione fungina del cuoio capelluto fu proposta per la prima volta da Charles Malassez nel 1874. Il genere di funghi Malassezia, probabile agente eziologico della patologia, è stato così chiamato in suo onore.
Probabilmente era la malattia cutanea del rivoluzionario francese Jean-Paul Marat, secondo uno studio condotto su reperti biologici nel 2019, estesa nel suo caso oltre il cuoio capelluto e su tutto il corpo.

## Epidemiologia
La dermatite seborroica è molto comune interessando l'1-3% della popolazione mondiale. Il 90% dei casi è riscontrato nella civiltà occidentale, il 6% nel continente africano e il restante 4% nel resto del mondo. I maschi sono più colpiti delle femmine e i picchi si verificano durante l'età infantile e adolescenziale, attorno ai 30 anni nei maschi e ai 40-50 anni nelle femmine. La prevalenza è più elevata nei pazienti affetti da HIV, HTLV-1 o trapiantati, sembra quindi che l'immunodepressione rappresenti un fattore di rischio. Altri fattori di rischio sono costituiti dalle malattie o condizioni: stress, privazione di sonno, disfunzioni ormonali, carenza di biotina (vitamina B8) e piridossina (vitamina B6). La dermatite seborroica è associata ad HLA-A32 e HLA-B18. È più frequente in inverno e talvolta migliora con l'esposizione solare.

## Eziopatogenesi
La causa di questa patologia è tuttora sconosciuta. Ceppi fungini del genere Malassezia in particolare M. restricta e M. globosa, sono presenti in notevole quantità nelle zone colpite e sembrano giocare un ruolo importante nello sviluppo della dermatite dal momento che la loro rimozione mediante antifungini induce remissione o migliora il quadro cutaneo che torna a peggiorare con la loro ricomparsa. Dalle lesioni sono stati isolati anche M. furfur (precedentemente conosciuto come Pityrosporum ovale), M. sympodalis e M. sloofiae. Questi funghi sono commensali della cute e stabiliscono un rapporto simbiontico per cui il loro significato eziologico e meccanismo patogenetico è ancora dibattuto. I funghi del genere Malassezia si localizzano presso l'infundibolo del follicolo pilifero, ricco di lipidi, che rappresentano la loro fonte principale di energia. Secondo alcuni studi un'aumentata produzione di lipasi e fosfolipasi determinerebbe la produzione di grandi quantità di acido oleico in grado di provocare una disfunzione della barriera epiteliale e causare la desquamazione del cuoio capelluto comunemente nota come forfora, che colpisce circa metà della popolazione mondiale.. M. restricta è in grado di produrre malassezina e indolo-3-carbaldeide che legano il recettore aril idrocarburo e modulano la funzione dei TLR. Lo stress ossidativo determinato da radicali dell'ossigeno potrebbe giocare un ruolo nella patogenesi. In risposta alla sovracrescita fungina i cheratinociti producono citochine pro-infiammatorie come TNF-α, IL-1α, IL-6, IL-8, IL-12 e i mastociti rilasciano istamina che potrebbe essere un fattore determinante per la sensazione di prurito.

## Istologia
Nelle lesioni iniziali è presente spongiosi, provocata da una lieve infiltrazione di neutrofili nello strato spinoso dell'epidermide. In seguito si possono riscontrare ortocheratosi e paracheratosi, tappi cheratinici nei follicoli piliferi e alterazioni delle creste epidermiche. Le papille dermiche presentano dilatazione dei capillari. Nelle zone affette si riscontra un incremento della proliferazione cellulare che porta a desquamazione. La produzione di sebo non risulta aumentata ma ha una composizione anomala che irrita il cuoio capelluto contribuendo a provocare la forfora.

## Clinica
La dermatite seborroica al cuoio capelluto e alla barba varia da una lieve desquamazione su base eritematosa nelle forme lievi ad un intenso eritema ricoperto da squame giallastre, grossolane, spesse e oleose nelle forme severe che raggiungono l'attaccatura. I capelli si presentano secchi, crespi, arruffati, non uniformi e molto oleosi; in alcuni casi i pazienti lamentano la perdita dei capelli. Possono essere presenti piccole croste. Quando colpisce le palpebre si presenta con eritema e lieve desquamazione ciliare e può causare blefarite. Al viso si presenta con chiazze eritematose, finemente desquamanti che colpiscono prevalentemente la fronte, la glabella, la porzione mediale delle arcate sopraccigliari, le pieghe naso-labiali e il mento. Quando sono interessate l'area periauricolare e il condotto uditivo esterno la desquamazione tende ad essere più grossolana ed intensa e può verificarsi un'otite esterna. All'area sternale si presenta con chiazze eritematose di grandi dimensioni che si possono verificare anche al dorso, alle grandi pieghe (ascellari, sottomammarie e inguinali) e mostrano un aspetto lucido. La variante pitiriasiforme è costituita da diffuse chiazze eritematose lievemente desquamanti al viso e al collo, in rari casi può sfociare in eritrodermia. Sul glande si presenta sotto forma di pasta bianca, costituita da cheratinociti morti misti a secrezioni liquide, da non confondere col normale smegma. Sono comuni le sovrainfezioni da C.albicans. Negli individui con un fenotipo cutaneo scuro le lesioni appaiono ipopigmentate. Il sintomo principale, non sempre presente e di intensità variabile, è il prurito, che tende a comparire gradualmente e può essere assente. Negli adulti i sintomi della dermatite seborroica possono perdurare poche settimane oppure molti anni. La gran parte dei pazienti conosce periodi di benessere che si alternano con periodi di riesacerbazione che talvolta costringono il paziente a presentarsi ad un dipartimento d'emergenza per essere trattato.

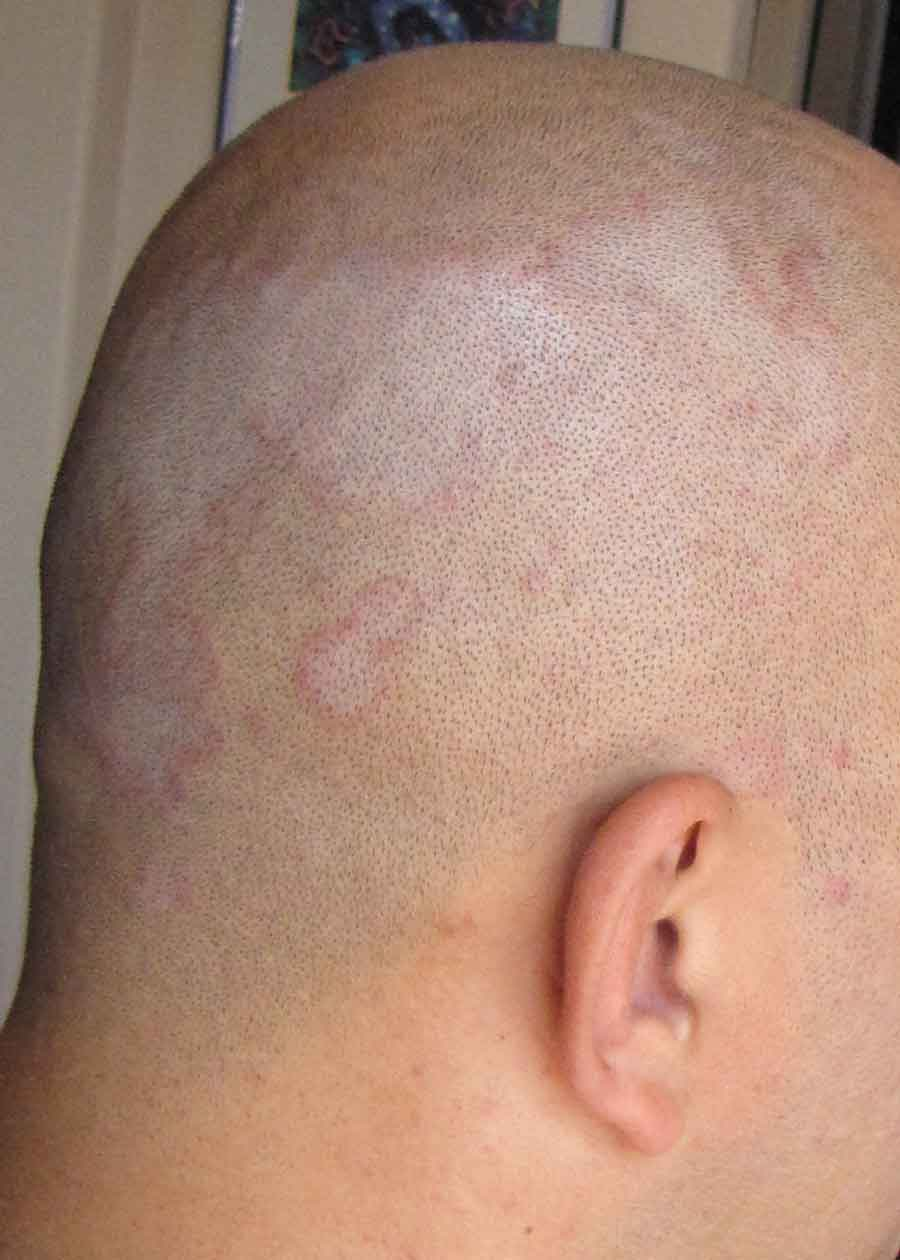
Esempio di dermatite seborroica sul cuoio capelluto

La dermatite seborroica può verificarsi in bambini molto piccoli, in genere con meno di tre mesi d'età, provocando la comparsa di una crosta giallastra, spessa ed oleosa, intorno l'attaccatura dei capelli e sul cuoio capelluto. Contrariamente a quanto avviene nell'adulto nei bambini il prurito non domina il quadro clinico. La condizione di solito si risolve spontaneamente entro l'età di 8 mesi. Alcuni studiosi ritengono che la dermatite seborroica infantile e la dermatite atopica siano sovrapponibili. Spesso, una dermatite da pannolino di difficile risoluzione si accompagna all'eruzione del cuoio capelluto; questa condizione è un fattore di rischio per lo sviluppo di psoriasi in età giovanile o adulta. Di solito quando questa condizione si verifica nei neonati tende a risolversi in pochi giorni e senza alcun trattamento specifico.

## Diagnosi
La diagnosi è clinica. È consigliata l'effettuazione del test HIV essendo una delle dermatosi più frequentemente associate all'infezione.
Alla dermatoscopia si riscontrano vasi arboriformi e atipici ma non i vasi tortuosi e i globuli rossi tipici della psoriasi con cui entra in diagnosi differenziale.
Oltre alla psoriasi, la dermatite seborroica entra in diagnosi differenziale con la dermatite atopica, dermatite allergica da contatto, malattia di Darier, pitiriasi rosea e reazioni da farmaco.

## Trattamento
Un'adeguata igiene del cuoio capelluto è fondamentale nel trattamento della dermatite seborroica.
Il trattamento precoce delle riacutizzazioni è considerato utile ed incoraggiato da parte degli specialisti.
In tutti quei soggetti con dermatite coinvolgente il cuoio capelluto e tendenza a "frugare" e "scompigliarsi" o "appiattire" i capelli sono consigliate e risultano particolarmente utili tecniche di modifica del comportamento che possono comportare una marcata riduzione delle escoriazioni cutanee.
La terapia raccomandata dai dermatologi è comunque a base di creme e/o shampoo al ketoconazolo o emulsioni corticosteroidee. Lo zinco piritione, il solfuro di selenio, l'octopirox e il ciclopirox sono alla base di altri shampoo che possono dare un aiuto nel trattamento di questa patologia.
Per quanto riguarda il trattamento a base di corticosteroidi non va dimenticato che pomate e lozioni a base di mometasone furoato oppure clobetasolo propionato o ancora fluocinonide sono estremamente efficaci se applicati una o due volte al giorno sulla cute interessata, anche sul volto.
Sfortunatamente l'applicazione topica di pomate e lozioni a base di corticosteroidi può accelerare la comparsa di recidive, e può favorire una importante riacutizzazione della condizione a causa di un "effetto di rimbalzo". Per questo motivo il trattamento steroideo non è incoraggiato se non in casi selezionati e per un uso rigorosamente a breve termine (massimo due settimane).
Il coinvolgimento della cute in genere risponde a ketoconazolo, a naftifine oppure a creme, lozioni ed emulsioni basate su ciclopiroxolamina.
L'interessamento del cuoio capelluto risponde bene a shampoo contenenti ketoconazolo e ciclopiroxolamina, singolarmente oppure associati.
Gli antistaminici vengono utilizzati principalmente in quei soggetti in cui prevale il prurito e per alleviare l'infiammazione.

Recentemente, la fototerapia si è dimostrata utile nel trattamento della dermatite seborroica.
La caduta dei capelli nella dermatite seborroica è dovuta alla situazione di stress ossidativo presente a livello del bulbo pilifero (alopecia telogen effluvium). La caduta a cui si fa riferimento non è l'alopecia androgenetica, ma un effluvio causato da stress di diversa natura.

## Comorbidità
La dermatite seborroica non è solo un problema confinato alla pelle perché in alcuni si può associare a diverse altre patologie o condizioni quali:
- Disturbi dell'umore
- Paralisi del nervo facciale
- HIV/AIDS
- Alcolismo
- Pancreatite alcolica cronica
- Epatite C

## Prognosi
Si tratta di una patologia cronico-recidivante, caratterizzata da periodi di riacutizzazione e remissione. Le forme infantili nella maggior parte dei casi si risolvono spontaneamente entro il primo anno di età.